# Altbau Chemie Hans-Meerwein-Straße 4
Der Altbau Chemie Hans-Meerwein-Straße 4 auf den Lahnbergen in Marburg ist ein Gebäudeensemble der Philipps-Universität Marburg. Es wurde zwischen 1967 und 1971 nach dem Marburger Bausystem errichtet und gilt aufgrund seiner bautechnischen und baugeschichtlichen Bedeutung als Kulturdenkmal.

## Geschichte
Die Planung des Gebäudes für die Chemischen Institute erfolgte Mitte der 1960er Jahre. Aufgrund begrenzter Finanzmittel wurde die Ausführung zunächst verschoben, bevor im März 1967 der Rohbauauftrag erteilt werden konnte.
Das Gebäude fasste mehrere Institute – Anorganische Chemie, Polymere, Kernchemie, Kristallographie, Biochemie und die Abteilung für Naturwissenschaftler- und Medizinerausbildung – in einem zusammenhängenden Komplex zusammen. Zentrale Einrichtungen sind die große Eingangshalle, eine Bibliothek, Werkstätten sowie Material- und Chemikalienlager.
Die Bauarbeiten begannen mit dem Aushub der Baugruben im April 1967. Während der Planungspause 1966 wurden Erfahrungen aus den ersten Versuchsbauten berücksichtigt. Verbesserungen betrafen insbesondere die Montagewände, die Neopren-Profile, die Verbindungen der Wandelemente untereinander sowie zu Boden, Decke, Fenster und Türen. Auch Hausinstallationen und Leitungsführungen wurden optimiert. Nach annähernd vier Jahren Bauzeit wurden die Institute im September 1971 fertiggestellt und in Betrieb genommen.
1976 kam es in den Chemischen Instituten zu einem Großbrand, der einen Gebäudeabschnitt vollständig zerstörte. Alle Inneneinrichtungen, die Haustechnik und Geräteausstattung wurden zerstört. Trotz der extremen Temperaturen blieben die Tragwerke und die als Brandschutzwände ausgeführten Montagewände standfest. Der Brandschaden führte zu umfassenden Renovierungen und Verbesserungen des vorbeugenden Brandschutzes.

## Architektur
Der größte zusammenhängende Komplex des Marburger Bausystems besteht aus Baukörpern, die in verschiedenen Höhen und Tiefen um Innenhöfe gruppiert sind. Die Grundstruktur basiert auf einem Raster von 7,20 m Kantenlänge. Das Tragwerk besteht aus wenigen standardisierten Stahlbetonfertigteilen, die in einer Feldfabrik hergestellt wurden.
Die Fassaden sind durch weiße Kunststoffpaneele, schwarz gerahmte Fenster und gelbe Sonnenschutzvorrichtungen geprägt. Vor die Fassaden sind Balkone gehängt, deren Schattenwurf das grafische Muster verstärkt. Gleichzeitig zu der Inbetriebnahme der Chemischen Institute wurde auch ein durch einen geschlossenen Gang verbundenes Hörsaalgebäude mit fünf Sälen bereitgestellt, das im Gegensatz zu den feingliedrigen Systembauten als monolithischer Stahlbetonbau errichtet wurde.
Im Innenraum dominieren die Grundfarben Rot und Blau bei Türen, Schränken und Metallteilen.
Die Gestaltung verzichtet auf ausgeprägte Eingangsakzentuierungen oder die Unterscheidung fachlicher Einheiten, um eine nicht-hierarchische Auffassung von Universität zu spiegeln. Während das Tragwerks- und Wandsystem flexibel ist, erschwerten technische Ausrüstungen, Energie- und Brandschutzanforderungen Umbauten und die Orientierung innerhalb der Gebäude.

### Gebäudedaten
- Umbauter Raum: 176.502 m³
- Nutzfläche: 17.605 m²
- Kosten: 54.679.000 DM[2]

## Nutzung und Bedeutung
Die Chemischen Institute gelten als Kulturdenkmal und repräsentieren die erste umfangreiche Umsetzung des Marburger Bausystems. Ab 2008 begann der Bau eines Neubaus an der Hans-Meerwein-Straße 4, gegenüber des bestehenden Altbaus, für den Fachbereich Chemie, der 2014 vollendet werden konnte. Die Universität plante den Abriss des alten Gebäudekomplexes, konnte diesen durch den Status als Baudenkmal allerdings nicht umsetzen. Seitdem steht der Altbau leer.